# Digex
Digex, Inc. fue uno de los primeros proveedores de servicios de Internet en los Estados Unidos.
Durante la burbuja puntocom, el precio de sus acciones subió a 184 dólares por acción; la empresa fue adquirida por 1 dólar por acción unos años después.

## Historia
Digital Express Group, predecesora de DIGEX, fue fundada por Doug Humphrey y Mike Doughney en el sótano de la casa adosada del Sr. Humphrey en Greenbelt, Maryland, en 1991, ofreciendo servicios de alojamiento web y acceso a Internet.
En 1995, la empresa recaudó 8 millones de dólares de Grotech Capital y Venrock.
En octubre de 1996, se convirtió en una empresa de capital abierto mediante una oferta pública de venta.Para ese año, la empresa empleaba a 260 personas.
En 1997, la empresa fue adquirida por Intermedia Communications, un operador local competitivo con sede en Tampa, Florida.
En 1999, Intermedia completó la escisión parcial de Digex.
En el año 2000, Microsoft y Compaq invirtieron 100 millones de dólares en Digex.
En septiembre de 2000, WorldCom adquirió Intermedia Communications y obtuvo una participación mayoritaria en Digex.
En 2003, WorldCom adquirió el resto de la empresa.
Verizon adquirió WorldCom en 2006 e integró la empresa en Verizon Business.

### Medios en streaming.
En 1995, Digex lanzó ISP-TV, una red de servidores de videotelefonía CU-SeeMe enlazados de varios proveedores de servicios de Internet para ofrecer transmisiones web a grandes audiencias mediante medios en streaming.
En 1996, ISP-TV comenzó a producir contenido de video original en uno de los primeros "ciberestudios" en Laurel, Maryland. Los programas incluían "Angry Girl", un programa conducido por la esposa de Humphrey, "Wired for Cinema", un programa de reseñas de cine, "Head" (un programa sobre cerveza) y "Meeks Unfiltered" con el corresponsal de MSNBC Brock Meeks.
Digex también transmitió el Bud Bowl durante el Super Bowl para Anheuser-Busch.En 1999, Apple contrató a Digex para transmitir el tráiler de Star Wars en formato QuickTime. Este hecho, pionero en la industria, saturó el ancho de banda de Internet en ese momento, pero demostró que el streaming de video tenía futuro.